# Samuel Inkoom
Samuel Inkoom (Sekondi-Takoradi, 1989. június 1.) ghánai válogatott labdarúgó, aki jelenleg a Boavista FC játékosa.

## Pályafutása
Tagja volt a 2014-es labdarúgó-világbajnokságon részt vevő válogatottnak.

## Sikerei, díjai

### Klub
- FC Basel
  - Svájci bajnok: 2009-10
  - Svájci kupa: 2010

### Válogatott
- Ghána U20
  - Afrikai ifjúsági bajnokság: 2010
  - U20-as labdarúgó-világbajnokság: 2009